# Los amantes astronautas
Los amantes astronautas es una película de comedia romántica argentina-española de 2024 dirigida y escrita por Marco Berger. Narra la historia de dos viejos amigos de la infancia que fingen un noviazgo para que uno de ellos recupere a su exnovia, pero este juego lleva a despertar otros sentimientos entre ellos. Está protagonizada por Javier Orán y Lautaro Bettoni. La película se estrenó mundialmente el 18 de abril de 2024 durante el Buenos Aires Festival Internacional de Cine Independiente, mientras que su estreno en las salas de cines de Argentina fue el 31 de octubre de 2024.

## Sinopsis
Durante las vacaciones de verano, Pedro llega a la casa de su primo y sus amigos, entre los cuales está Maxi, con quien no se ve desde que eran niños. En este contexto, Maxi queda sorprendido al enterarse de que Pedro es gay. Sin embargo, ambos comienzan a pasar mucho tiempo juntos y en un reencuentro de Maxi con su exnovia le dice que está en pareja con Pedro, para que ella piense que él ahora es una persona con mentalidad abierta y así recuperarla. A partir de esto, Pedro acepta la propuesta de Maxi de fingir un noviazgo, pero este juego hará que su relación sobrepase los límites de la amistad y el deseo.

## Elenco
- Javier Orán como Pedro
- Lautaro Bettoni como Maxi
- Mora Arenillas como Sabrina
- Iván Masliah como Lucas
- Ailín Salas como Lula
- Agustín Frías Silva como Juan
- Melina Furgiuela como Martina «Martu»
- Camila del Campo como Verónica
- Violeta Cárcova como Antonella
- Fernando Malfitano como Federico

## Recepción

### Comentarios de la crítica
La película recibió reseñas positivas por parte de la crítica. Adrián Melo de Página 12 señaló que «con la estrategia de chiste Berger divierte al espectador hasta la hilaridad [...] introduciendo buenos momentos de suspenso» y «cuenta con Orán y Bettoni, dos actores magnéticos y encantadores que plasman química en las escenas y naturalidad en los diálogos». Juan Pablo Russo de Escribiendo cine destacó que «Los amantes astronautas trasciende el género de la comedia romántica para convertirse en un estudio perspicaz sobre el deseo y la identidad».

### Premios y nominaciones
| Lista de premios y nominaciones | Lista de premios y nominaciones                           | Lista de premios y nominaciones | Lista de premios y nominaciones | Lista de premios y nominaciones | Lista de premios y nominaciones |
| Año                             | Organización                                              | Categoría                       | Nominado/a(s)                   | Resultado                       | Ref(s)                          |
| ------------------------------- | --------------------------------------------------------- | ------------------------------- | ------------------------------- | ------------------------------- | ------------------------------- |
| 2024                            | Buenos Aires Festival Internacional de Cine Independiente | Competencia oficial             | Los amantes astronautas         | Participación                   | [ 7 ]                           |
| 2024                            | Buenos Aires Festival Internacional de Cine Independiente | Mejor actuación                 | Javier Orán y Lautaro Bettoni   | Ganadores                       | [ 7 ]                           |
| 2024                            | Festival Internacional de Cine en Guadalajara             | Mejor interpretación            | Javier Orán y Lautaro Bettoni   | Ganadores                       | [ 8 ]                           |
| 2024                            | Festival Internacional de Cine de San Sebastián           | Sebastiane latino               | Los amantes astronautas         | Nominado                        | [ 9 ]                           |
| 2024                            | Premios Martín Fierro de Cine y Series                    | Mejor guion                     | Marco Berger                    | Nominado                        | [ 10 ]                          |
| 2024                            | Premios Martín Fierro de Cine y Series                    | Mejor música original           | Pedro Irusta                    | Nominado                        | [ 10 ]                          |